# Fodboldspillere. Sofus header
Sophus header eller Fodboldspillere er et maleri af Harald Giersing fra 1917.

## Værkets titel
Værket officielle titel er Fodboldspillere. Sofus header.

## Tilblivelse
Forlægget til maleriet er pressefoto fra en landskamp mellem Danmark og Sverige i Ude og Hjemme 3. juni 1917, der bragte en serie af fotografier fra forskellige kampe. Fotoet, der danner grundlag for Sofus header, viser Sophus Nielsen i kamp med en svensk back og en målmand. 13. juni 1917 begyndte Giersing at male ud fra fotoserien. Det blev til en håndfuld malerier inspireret af fotoserien i Ude og Hjemme. Giersing overværede kampen.

## Inspiration
Som inspirationskilder til maleriet har været nævnt Robert Delaunays Holdet fra Cardiff fra 1912/13 og en italiensk futurist formentlig Umberto Boccionis Dynamism of a Soccer Player fra 1913, men Lennart Gottlieb tilbageviser begge formodninger i bogen "Giersing: maler, kritiker, menneske".
Der er lighed mellem Holdet fra Cardiff og Sofus header: den springende spiller og bolden i luften skyldes nok, at begge har brugt et pressefoto som forlæg, der er valgt på grund af det dramatiske højdepunkt. Lennart Gottlieb mener, at der er kunstnerisk forbindelse mellem de to malerier. Delaunays billede hylder den moderne tid med med dens nyskabelser som flyvemasker, Eiffeltårnet og pariserhjul, medens i Giersings billede er dramaet og bevægelsen i fodboldspillet der er omdrejningspunktet og de maleriske udladninger.
Futuristerne anvendte serier af eksponeringer af noget i bevægelse som forlæg for deres malerier. Modsat arbejde Giersing med et foto, hvor dramaet er på sit højeste. Den bevægelsesmæssige sammenhæng, der er i Sofus header er ikke futuristisk.

## Motiv
Motivet med fodboldspillere i malerkunst er ikke almindeligt, men i årene omkring 1913 var sport et populært motiv. Giersing malede sit første foldboldmaleri i 1911, afledt af Pierre Bonnards løse stil. Billedet er sandsynligvis også baseret på et pressefoto ligesom Sophus header.
i 1916 havde Henrik Nielsen udstillet Fodbold på Charlottenborg og Svend Rathsack udstillede en statuette 'Fodboldspiller. På samme udstilling viste Folmer Bonnén Folbold og Ludvig Find Tilskuere ved en fodboldkamp. I 1917 viste Den fries udstilling Boksning af Harald Hansen og Tennis af Jais Nielsen.

### Udvalgte fodboldmalerier
- Thomas Madawaska Hemy, 1895, Sunderland v AstonVilla 1895 eller A Corner Kick, 1895
 Måske verdens ældste maleri af fodbold[6]
- Umberto Boccioni, Dynamism of a Soccer Player, 1913, Museum of Modern Art
- Jean Jacoby, Fodbold titlen er usikker, ca. 1936, kunstneren har vist det til OL i 1932 i Los Angeles.

### Andre fodboldmalerier af Harald Giersing
- Fodboldspiller. Landskamp ca. 1911–1912, 124 x 93 cm

De følgende er lavet med fotoserien i Ude og Hjemme fra den 3. juni 1917 som forlæg
- Fodboldspillere, 1918, Compoboard, 59,5x73 cm. Vejle Museum
- Fodboldspillere, 1917, 79x93 cm
- Fodboldspillere, 1918, 35,5x44,5 cm

## Modtagelse
Fodboldkyndige vil nok sige, hvorfor kæmper Sofus med en medspiller? da de har samme trøjer på. Det er en frihed kunstneren har taget. På fotografiet ser man tydeligt, at Sofus Krølben kæmper med en svensk back. Fodboldkyndige vil også sige: "hvorfor har Sofus ikke en rød landsholdtrøje på?"